# Ernst-Müller-Brücke

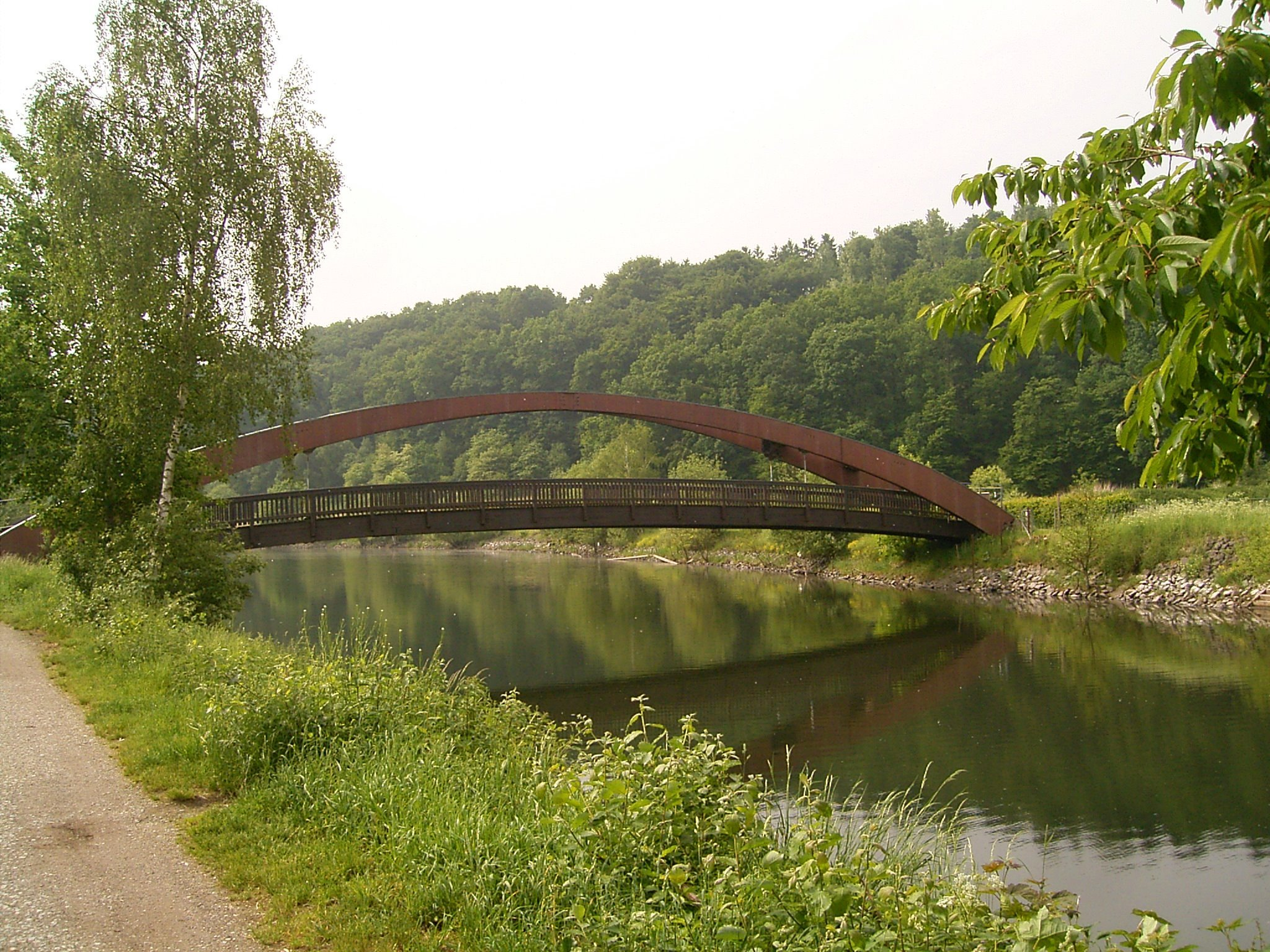
Die Brücke vor dem Einsturz

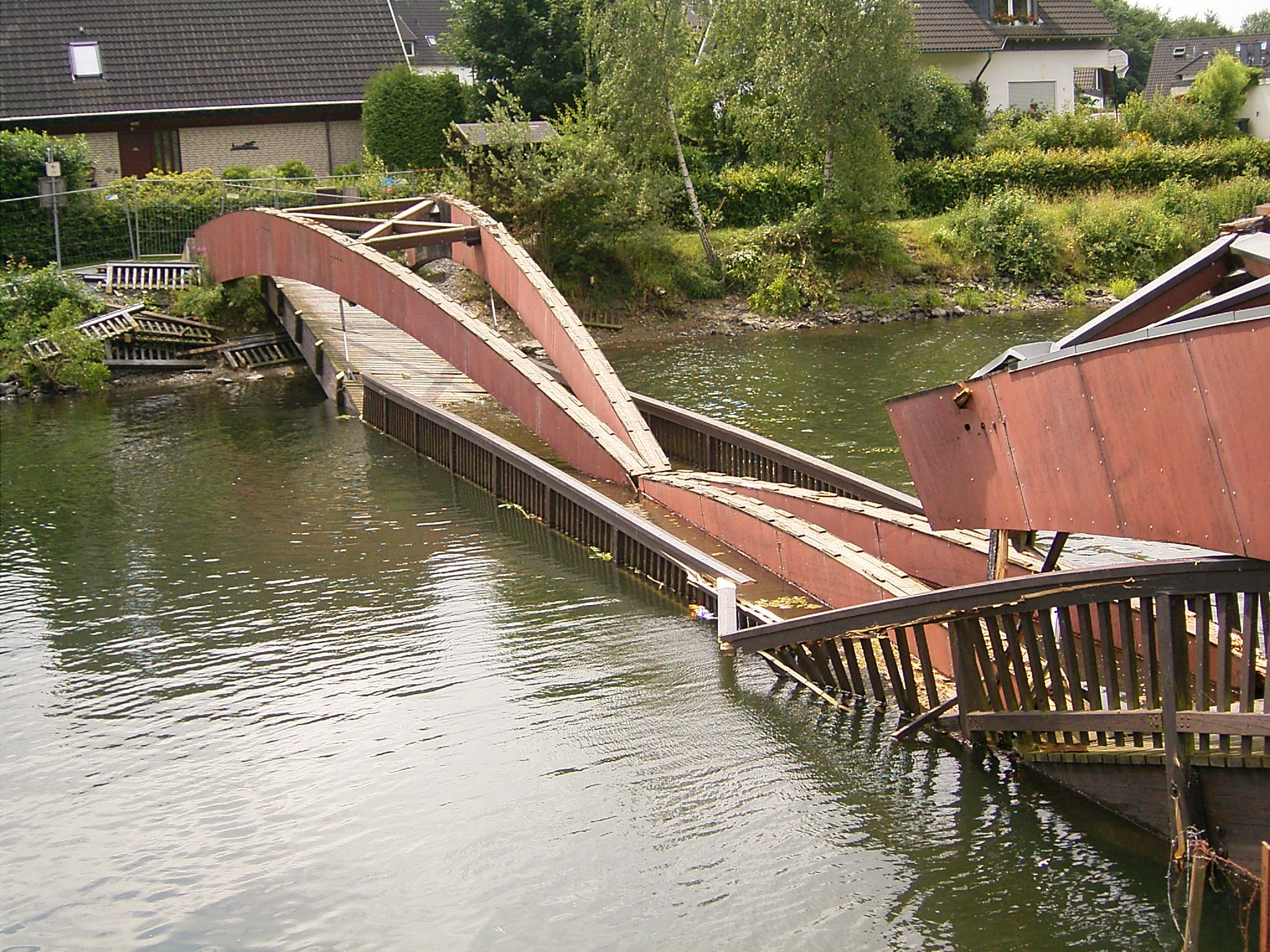
Die Brücke nach dem Einsturz

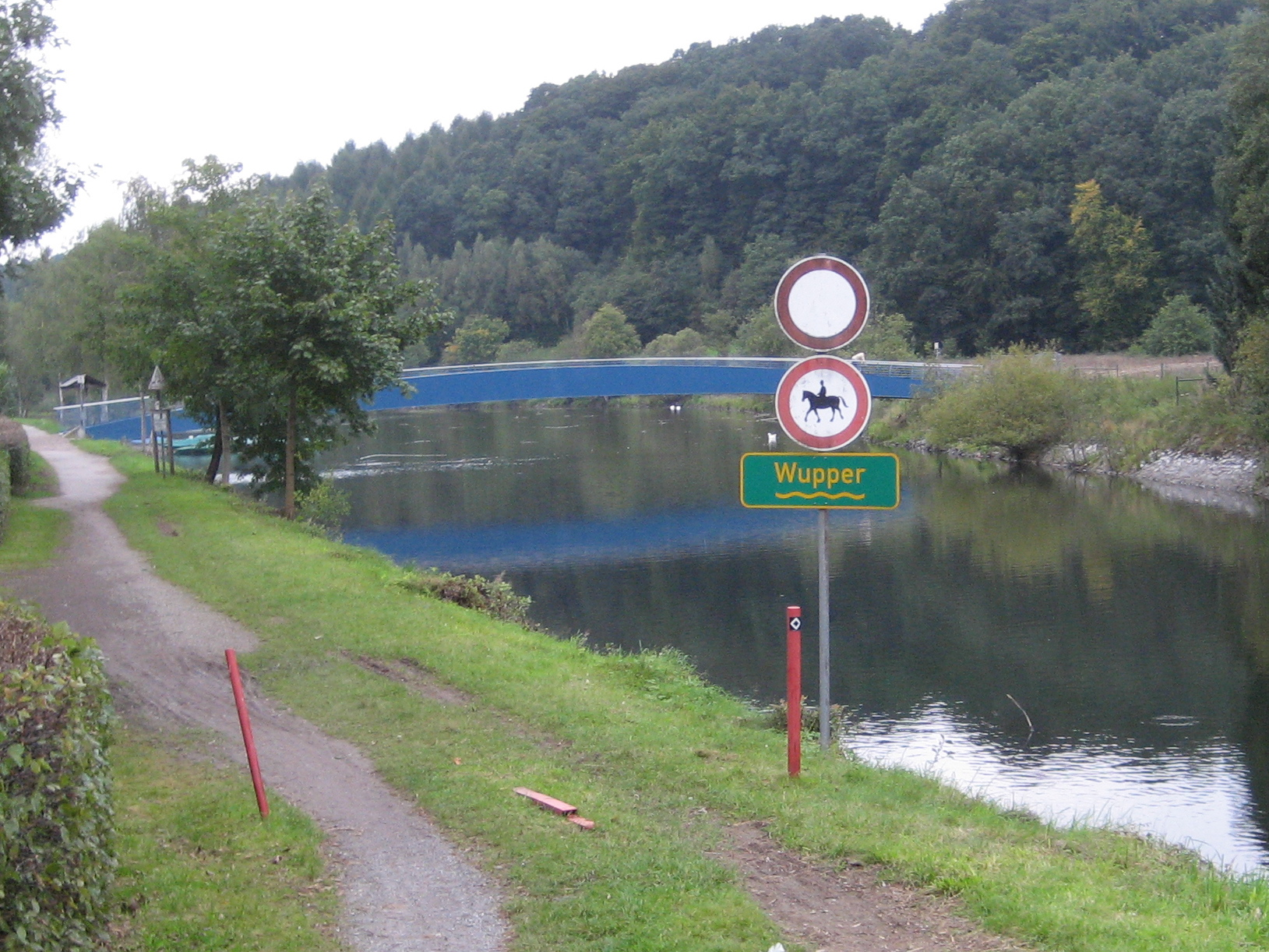
Die neue Brücke

Die Ernst-Müller-Brücke war eine Fußgängerbrücke über die Stauwurzel der Wupper-Vorsperre der Wuppertalsperre in Hückeswagen. Die Brücke stürzte im Juni 2008 ein.
Die Brücke über den Aufstau des Flusses Wupper wurde 1985 erbaut und später zu Ehren des Ratsherrn Ernst Müller benannt, der sich für die Erschließung der Talsperre mit Wanderwegen und den Bau der Brücke eingesetzt hatte. Die dreigelenkige Bogenbrücke wurde in Holzbauweise errichtet und ging 1999 von der Stadt Hückeswagen in den Besitz des Wupperverbands über.
Im November 2006 wurde bei Routinearbeiten festgestellt, dass die Brücke aufgrund von Holzfäule einsturzgefährdet war. Sie wurde sofort für die Öffentlichkeit gesperrt. Ein Gutachten ergab, dass die Bogenbinder auf einer Seite verwittert waren. Die Sperrung wurde von der Bevölkerung bedauert, da nun beliebte Rundwege unterbrochen waren und weite Umwege für die Erholungsuchenden zu bewältigen waren. Eine zur Wupper anliegende Firma erklärte sich nach einer Haftungsübernahme durch die Stadt bereit, einen Weg über ihr Gelände zu gestatten, so dass der notwendige Umweg deutlich verkleinert werden konnte.
2007 fiel die Entscheidung, die Ernst-Müller-Brücke durch ein neues Brückenbauwerk zu ersetzen. An der Ausschreibung nahmen sieben Bieter mit 23 Angeboten teil, von denen eine flache Stahlbrücke überzeugen konnte.
Zwei Wochen vor Beginn der Abrissarbeiten und dem Neubau stürzte die Ernst-Müller-Brücke am Abend des 24. Juni 2008 aufgrund der im Gutachten festgestellten Schäden ein. Personen kamen nicht zu Schaden.
Die Nachfolgebrücke, eine Balkenbrücke aus Stahl, wurde Anfang August 2008 errichtet.